# Eilema reticulata
Eilema reticulata là một loài bướm đêm thuộc phân họ Arctiinae, họ Erebidae.